# Erwin Mortier
Erwin Mortier (Fiandre, 28 novembre 1965) è uno scrittore e opinionista belga di lingua olandese collaboratore del quotidiano nazionale De Morgen (Il mattino).
Noto soprattutto a livello nazionale, alcune delle sue opere sono state tradotte in Inglese da Ina Rilke a partire dal 1999, anno del suo trasferimento a Gand e del successo letterario. Autore anche di raccolte di poesie di scarso successo, è noto nel Regno Unito soprattutto per tre romanzi: Marcel, My fellow skin e Shutter Speed. Autore ancora giovane e poco conosciuto - le sue opere non sono infatti disponibili in Italiano - nel 2008 ha goduto di una certa visibilità arrivando ad essere selezionato con scrittori del calibro di Ismail Kadare e Daniel Kehlmann per l'assegnazione dell'Independent Foreign Fiction Prize, quell'anno vinto dal connazionale Paul Verhaegen.